# Charmosyna meeki
Charmosyna meeki е вид птица от семейство Папагалови (Psittaculidae). Видът е почти застрашен от изчезване.

## Разпространение
Видът е разпространен в Папуа Нова Гвинея и Соломоновите острови.